# Едвард Томас Хейз
Едвард Томас Хейз (англ. Edward Thomas Hayes) — американський юрист. Почесний консул України в Новому Орлеані штат Луїзіана (США).

## Життєпис
У 1994 році закінчив Університет Колорадо, у Боулдері; У 1998 році Юридичну школу в Університеті Лойоли; У 2004 році юридичний центр Джорджтаунського університету. Володіє англійською та іспанською мовами.
Пан Хейс опублікував численні статті з питань міжнародної торгівлі та є ад'юнкт-професором права в юридичній школі університету Тулейну, де викладає семінар з політики та практики Світової організації торгівлі. Пан Хейс раніше служив протягом восьми років як радник з питань Міжурядового консультативного комітету з питань політики в Управлінні торговельного представника США та протягом семи років в Раді експорту Луїзіани Департаменту торгівлі США. Пан Хейес в даний час служить у групі 19 (антидемпінговий та компенсаційний обов'язки) у Північноамериканській угоді про вільну торгівлю та свідчить перед Сенатом Сполучених Штатів з питань торгівлі.
У січні 2014 року Міністерство закордонних справ України призначило пана Хейса Почесним консулом Україні в Новому Орлеані. Пан Хейз заохочує та захищає інтереси України та її громадян в штаті Луїзіана.
Едвард Т. Хейс є партнером ТОО «Leake & Andersson», де його практика фокусується як на судовому розгляді, так і на міжнародній торгівлі та бізнесі.